# Henning Cramer von Clausbruch
Henning Cramer von Clausbruch (* 15. April 1584 in Goslar; † 12. Januar 1646 ebenda) war ein Handelsherr, Diplomat und von 1626 bis 1646 Bürgermeister  der freien Reichsstadt Goslar.

## Leben

### Herkunft und Aufstieg
Henning Cramer wurde am 15. April 1584 als Sohn des Handelsherren Ruprecht Cramer und der Goslarer Ratsverwandtentochter Marie Meyer in Goslar geboren. Sein Vater Ruprecht gehörte zu der ursprünglich aus Hattingen stammenden Kaufmannsfamilie Cramer, die im Laufe des 16. Jahrhunderts in drei Familienlinien zu erheblichem Wohlstand gekommen war. Ruprechts Onkel Heinrich Cramer, ab 1571 Cramer von Clausbruch, hatte sich erst in den Niederlanden und danach in Kursachsen niedergelassen und es durch Spekulationen und Unternehmertum zu einem der reichsten Handelsherren und Landbesitzer in Sachsen gebracht. Heinrichs Bruder Dietrich, auch 1571 nobilitiert, hatte in Köln und den Niederlanden ein Handelshaus begründet, das in den Folgegenerationen auch in den norddeutschen Raum expandierte. Ruprechts Vater war Schuhmachermeister in Köln gewesen. Ruprecht und sein Bruder Hans stiegen allerdings in das Handelsgewerbe nach Beispiel ihrer Onkel ein.
Ruprecht war 1571 Bürger der Reichsstadt geworden und hatte durch Engagement im Vitriolgeschäft den Aufstieg in die nobleren Goslarer Kreise geschafft. Durch seinen ansteigenden Reichtum öffnete er seiner Familie die Türen zu den Goslarer Ratskreisen.
Henning Cramer wurde durch eine kaufmännische Ausbildung auf die Übernahme des väterlichen Handelsgeschäfts vorbereitet. Eine fundierte Schulbildung erhielt er in Goslar an der Ratsschule und in Köln, wo er 1591–93 wegen einer fiebrigen Erkrankung auf einer Reise mit dem Vater bei seinem Onkel Hans bleiben musste. Zur weiteren Ausbildung wurde er 1599 zur sächsischen Verwandtschaft nach Leipzig geschickt, um dort die Rechenschule zu besuchen und danach bei einem Seidenkramer in die Lehre zu gehen. Nach seiner Rückkehr nach Goslar 1607 arbeitete Henning Cramer zunächst als Faktor bei den Goslarer Handelsherren Neerhof und von Overbeck, bevor er 1617 voll ins väterliche Geschäft einstieg. Mit seinen Brüdern Hans und Heinrich bemühte er sich um den Ausbau eines weitreichenden Montanhandels, der aber wegen des Dreißigjährigen Krieges einschlief.
Um der Familie Einfluss und Stimme in der Stadt zu sichern, stieg Henning in die Ratspolitik ein, während seine Brüder sich nicht politisch betätigten. Die Hochzeit mit der Bürgermeistertochter Katharina Schlüter am 12. Oktober 1610 ebnete ihm den Weg an die Stadtspitze. Nachdem Henning 1620 zum Vormund der Worthgilde gewählt worden war, zog er am 24. November 1620 für die Worth in den Rat ein. Ab 1622 war er Tafelamtsherr. In den in dieser Zeit aufkommenden Unruhen im Zuge der Münzverschlechterung kam ihm hier eine ambivalente Rolle zu. Einerseits profitierten sein Bruder Hans und er an der Münzverschlechterung durch den Handel mit gutem Silber, andrerseits musste Henning Cramer als Münzherr nach den Februarunruhen 1622 die schuldigen „Kipper und Wipper“ bestrafen und eine Münzreform durchführen. Nachweislich ging allerdings das Konzept auf und Cramer ging gestärkt aus den Unruhen hervor.

### Bürgermeister im Dreißigjährigen Krieg
In der Folgezeit übernahm er nach dem Tod Ruprechts 1625 das Familiengeschäft. Im gleichen Jahr wurde Henning Cramer als Nachfolger des verstorbenen Konrad Meyer zum Bürgermeister der geraden Jahre gewählt. Der Regierungsantritt Cramers 1626 war sogleich mit einer Kraftprobe mit Herzog Christian d. J. von Braunschweig-Wolfenbüttel verbunden, der im März zweimal versuchte, Goslar gewaltsam einzunehmen. Der erste Versuch am Morgen des 15. März war durch Zufall vereitelt worden. In nachfolgenden Verhandlungen hatte sich Henning Cramer im Auftrag des Rates zu der kaiserlichen Partei gegen die Braunschweiger Herzöge bekannt. Der Herzog musste unverrichteter Dinge abziehen. Beim zweiten Überfall am 25. März gelang es der einigen Bürgerschaft, die Söldner des Herzogs zurückzuschlagen. Henning Cramer verarbeitete diese Ereignisse in zwei Berichten, die er 1633 zur Rechtfertigung seiner Politik niederschrieb.
In der Folge setzte Henning Cramer die Politik des Rates fort und hielt die Stadt bei der kaiserlichen Partei. Es gelang den Vermittlern, Tilly und Wallenstein zu Fürsprechern für die Sache des Rates und der Stadt zu gewinnen, die beim Kaiser für eine Revision des Riechenberger Vertrages eintreten sollten. Letztlich gelang es zwar Henning Cramer durch seine diplomatische Reise nach Wien über Güstrow und Aschaffenburg 1628/29 nicht, eine endgültige Zusage des Kaisers in der Bergwerksfrage zu erhalten, dennoch erzielte er für sich durch Fürsprache Tillys und Wallensteins persönliche Vorteile: Er wurde auf diplomatische Mission nach Ungarn geschickt, erhielt den Adelstitel Cramer von Clausbruch und die Anwartschaft auf ein Ritterlehen in Werlaburgdorf. Letzteres Lehen sollte für Cramer durch solide Einnahmen aus Grundbesitz die kriegsbedingten Ausfälle im Fernhandel kompensieren.
Wieder zurück in Goslar duldeten Henning Cramer und der Rat die Pläne des Osnabrücker Bischofs Franz Wilhelms von Wartenbergs, im Zuge der Restituierung der Klöster und Stifte eine höhere Jesuitenschule im Pfalzbezirk einzurichten, die nach Plänen Wartenbergs zu einer Universität ausgebaut werden sollte. Rat und Bürgermeister unterstützten sogar die Durchführung, in der Hoffnung, dadurch nicht weitere Restitutionsmaßnahmen im eigenen Machtbereich hinnehmen zu müssen und gleichzeitig die Macht der Braunschweiger Herzöge in den Goslarer Klöstern zu brechen. Ferner unterstützen Henning Cramer und Rat Tilly bei der Belagerung Magdeburgs durch Waffen-, Geräte- und Proviantlieferungen.
Als sich nach dem Sieg Gustav II. Adolfs von Schweden bei Breitenfeld das Kriegsglück gegen die Kaiserlichen wandte, verblieben Henning Cramer und der Rat zuerst jedoch an der kaiserlichen Seite. Durch Verhandlungen mit Wilhelm von Weimar und General Johann Banér hofften sie, nachdem der Schutz der Reichsstadt durch Pappenheim nicht mehr realistisch erschien, einen erträglichen Accord für die Stadt zu erreichen. Die Stadttore wurden allerdings den Schweden von der verängstigten Bürgerschaft in der Hoffnung auf Schonung geöffnet, worauf eine Plünderung der Stadt folgte.
Henning Cramers kaiserliche Gesinnung wurde ihm in der Folgezeit zum Verhängnis. Er sah sich immer wieder Repressalien ausgesetzt. Banér ließ ihn zur Erpressung von Kontributionen einkerkern. Schließlich erlitt Cramer einen Schwächeanfall, musste aber dennoch einen Eid auf die schwedische Krone ableisten. Nach Abzug der Hauptstreitmacht versuchte sich Cramer mit Ludwig von Anhalt über eine erträgliche Besatzung zu einigen, was jedoch von dem vor Ort eingesetzten Kommissar Daniel Müller weitgehend vereitelt wurde. Herzog Friedrich Ulrich von Braunschweig-Wolfenbüttel beschuldigte Cramer des Hochverrats und versuchte den unliebsamen Bürgermeister ruhigzustellen. Daraufhin sah sich Henning Cramer genötigt, zu den Vorwürfen in seiner Schrift „Exculpatio und Ehrenrettung“ Stellung zu nehmen.
Nach Abzug der schwedischen Besatzung am 22. Oktober 1632 kam es zu Verhandlungen des Rates mit dem kaiserlichen Offizier de Glehn in Wolfenbüttel. Infolge dieser Kontakte wurden Beschuldigungen gegen Cramer von Clausbruch und den Rat laut, sie hätten Hochverrat gegen den König von Schweden begangen. Aufgrund dieser Vorwürfe musste Henning Cramer Goslar verlassen, auch weil ein Haftbefehl gegen ihn erlassen worden war. Zunächst floh er nach Hildesheim, das kaiserlich besetzt war. Von dort ging er nach Minden, in der Hoffnung nach Köln zu seinen Verwandten weiterreisen zu können. Damit verbunden war die Erwartung, durch Johann Cramer von Clausbruch, einen kurkölnischen Rat, in den Lehenssachen weiterzukommen und die Vorwürfe abzuwehren. Da die Kriegslage allerdings keine Weiterreise nach Köln zuließ, wählte Henning Cramer den Weg über kurze Aufenthalte bei den Verwandten der rheinischen Linie in Bremen und Hamburg nach Lübeck. Dort stand er durch Fürsprache seines Schwagers Henning Schlüter unter dem Schutz des Rates. Seine Frau Katharina und sein Bruder Hans kamen nach Verratsverdacht vom 12. März 1634 nach.
Im Oktober 1634 reiste Henning Cramer mit seinem Bürgermeisterkollegen wegen der Bergwerksrechte nach Wien, da es wieder Gerüchte um einen Friedensschluss gab. Am 30. Oktober 1634 soll Henning Cramer nach Goslar zurückgekehrt sein, wo er aber wohl nicht lange blieb, da er bereits am 29.11. von Lübeck aus Briefe schrieb. 1635 kehrte Henning Cramer nach erneuter Wienreise wieder dauerhaft nach Goslar zurück. Nach einer Bestätigung der Expektanz auf das Lehen durch Ferdinand III. am 1. September 1637 und dem Aussterben der Meinsinger am 23. September 1637 wurde dann am 15. Juni 1638 die Lehensurkunde für Henning Cramer ausgestellt.
In den Folgejahren bemühte sich der Belehnte in hohem Maße um die Bündelung seines Lehens. Zwar musste er im Juni 1641 nochmal kurzzeitig vor den Schweden fliehen, aber im Grunde blieb die Folgezeit ruhig. Einige diplomatische Missionen brachten nur kurzfristige Erfolge für die Stadt. Das Fernziel, die Revision des Riechenberger Vertrags, wurde nicht erreicht.
Zunehmende gesundheitliche Probleme verbunden mit dem Ärger wegen der Lehensangelegenheiten führten zu einem Rückzug aus der Reichspolitik. Nach dem Tod seiner Frau Katharina heiratete Henning Cramer erneut. Die Tochter des Liebenburger Amtmanns Elisabeth Prasuhn sollte die zerrütteten Finanzen sanieren und gleichzeitig die Verbindungen in das Hildesheimer Große Stift stärken. Zunehmende gesundheitliche Probleme, eine Mischung aus tatsächlichen körperlichen Leiden und Melancholie führten dann letztlich dazu, dass Henning Cramer von Clausbruch am 12. Januar 1646 in seiner Kammer Suizid beging.

### Kontroverse um den Tod
Der Suizid wurde von Seiten der Stadtmagistrate durch ein entsprechend ausgestelltes Instrumentum als Unfall getarnt. Henning Cramer sei demnach beim Reinigen der Pistolen durch einen Querschläger getötet worden. Die Aussagen des Instrumentums und der Leichenpredigt liegen allerdings so weit auseinander, dass ein Suizid wahrscheinlicher erscheint. Der Schein musste gewahrt bleiben. So fand am 25. Januar 1646 eine herrschaftliche Trauerfeier und Bestattung in der Marktkirche mit der Predigt Simon Struves statt.

## Zentrale Schriftstücke von Henning Cramer von Clausbruch
- StA Goslar, CvC D 64: Bericht über Goslar von Henning Cramer von Clausbruch, [1633].
- StA Goslar, B 05974: Bericht des Bürgermeisters Henning Cramer von Clausbruch über die Angriffe des Herzogs Christian von Braunschweig-Lüneburg und die schwedische Besatzung, [1634].
- Cramer von Clausbruch, H. (1632): Exculpatio und Ehrenrettung, Goslar.

### Alte Drucke
- Cramer von Clausbruch, H. (1632): Exculpatio und Ehrenrettung, Goslar. (StA Goslar, B124/80)
- Struve, S. (1642): Christliche Leichpredigt/ Bey der Leichenbestattung/ Der weyland Edlen/ Viel Ehr: und Tugendreichen Frawen/ Catharinen, Goslar. (HAB Wolfenbüttel: J 15 Helmst 4°)
- Struve, S. (1646): Leichpredigt/ Bey dem Volckreichen Begräbniß/ Des Weyland Ed-len/vesten und hochwei-sen Herrn Henningk Kramern von Clausbrugk, Goslar. (HAB Wolfenbüttel: J 15 4°. Helmst. (5))

### Forschungsliteratur
- Brinkmann, C. C. (2011): Henning Cramer von Clausbruch. Bürgermeister im Dreißigjährigen Krieg (Bachelorarbeit im Fach Geschichte an der Georg-August-Universität Göttingen), Göttingen [MS].
- Crusius, E. (1842): Geschichte der Stadt Goslar, Osterode.
- Gidion, H. (1951): „Henning Cramers von Clausbruch. Versuch einer Ehrenrettung“, in: Harz-Zeitschrift 3, 1-58.
- Gidion, H. (1952): „Magister Hans Nendorf“, in: Bruchmann, K. G.; Spier, H. (Hgg.): Frölich-Festschrift. Karl Frölich zur Vollendung des 75. Lebensjahres am 14. April 1952 (Beiträge zur Geschichte der Stadt Goslar 13), Goslar, 127-154.
- Gidion, H. (1954): „Die Exculpatio Henning Cramers von Clausbruch“, in: Harz-Zeitschrift 5/6, 57-63.
- Hans Gidion: Cramer, Henning. In: Neue Deutsche Biographie (NDB). Band 3, Duncker & Humblot, Berlin 1957, ISBN 3-428-00184-2, S. 393 (Digitalisat).
- Gottschalk, W. (1999): Chronik der Stadt Goslar. 919-1919. Bd. 1, Goslar.
- Griep, H.-G. (Hg.) (1994): Die Brandeschronik, Goslar.
- Hölscher, U. (1907): „Henning Cramer von Clausbruch. Bürgermeister der Stadt Goslar 1626-1646“, in: Zeitschrift des Harz-Vereins 40, 2-52.
- Hölscher, U. (1908): Geschichte der Familie Cramer von Clausbruch. Die erste Generation. Die zweite Generation. Die dritte Generation.
- Belege zu dem Stammbaum der neueren Familie bis 1900, Goslar [MS].
- Kelichhaus, S. (2003): Goslar um 1600 (Göttinger Forschungen zur Landesgeschichte 6), Bielefeld.
- Kelichhaus, S. (2005): „Goslar in der Zeit zwischen Riechenberger Vertrag und Dreißigjäh-rigem Krieg. 1552-1626“, in: Engelke, H. (Hg.): Goslar von der Reformation zur Revolution. Vorträge beim Geschichtsverein (Beiträge zur Geschichte der Stadt Goslar 53), Bielefeld, 27-44.
- Kloppenburg, H. (1906): „Die Jesuiten in Goslar“, in: Zeitschrift des Harz-Vereins 39, 137-166.
- Wieries, R. (1915): „Eine Gesandtschaft der Reichsstadt Goslar an Wallenstein nach Aschersleben im Jahre 1626“, in: Zeitschrift des Harz-Vereins 48, 56-61.

| Personendaten    | Personendaten                                                |
| ---------------- | ------------------------------------------------------------ |
| NAME             | Cramer von Clausbruch, Henning                               |
| ALTERNATIVNAMEN  | Kramer, Henning; Kramer von Claußbruch, Henning              |
| KURZBESCHREIBUNG | deutscher Handelsherr, Diplomat und Bürgermeister von Goslar |
| GEBURTSDATUM     | 15. April 1584                                               |
| GEBURTSORT       | Goslar                                                       |
| STERBEDATUM      | 12. Januar 1646                                              |
| STERBEORT        | Goslar                                                       |